# Dwa tygodnie miłości
Dwa tygodnie miłości (ang. Two Weeks with Love) – amerykańska komedia romantyczna z elementami musicalu z 1950 roku wytwórni Metro-Goldwyn-Mayer.

## Fabuła
Akcja filmu dzieje się na początku XX wieku i skupia się wokół rodziny Robinson. Spędzają oni wakacje w kurorcie Catskills.
Syn właścicieli hotelu, Billy (Carleton Carpenter), jest zauroczony w Patti (Jane Powell), jednak odrzuca jego zaloty. W chłopaku podkochuje się jej młodsza siostra Melba (Debbie), ale Billy nie odwzajemnia jej uczuć.
Patti i jej przyjaciółka Valerie (Phyllis Kirk) rywalizują ze sobą o uwagę Demiego (Ricardo Montalbán), przystojnego Kubańczyka nowo przybyłego do kurortu.

## Obsada[2]
- Jane Powell jako Patti Robinson
- Ricardo Montalbán jako Demi Armendez
- Louis Calhern jako Horatio Robinson
- Ann Harding jako Katherine Robinson
- Phyllis Kirk jako Valerie Stresemann
- Carleton Carpenter jako Billy Finlay
- Debbie Reynolds jako Melba Robinson
- Clinton Sundberg jako Mr. Finlay
- Gary Gray jako McCormick Robinson
- Tommy Rettig jako Ricky Robinson
- Charles Smith jako Eddie Gavin